# Phrynocephalus reticulatus
Phrynocephalus reticulatus är en ödla i släktet paddagamer som förekommer i Centralasien.
Artens utbredningsområde ligger i östra Uzbekistan och i angränsande områden av Turkmenistan. Individerna lever i låglandet och i bergstrakter upp till 1000 meter över havet. De vistas i öknar där marken består av lera eller grus. Ibland kan glest fördelade buskar finnas. Honor lägger ägg.
I begränsade områden ersattes öknen med betesmarker för får och getter. Nära det kända utbredningsområdet finns ett naturreservat i Turkmenistan. Fram till 2017 blev inga exemplar av arten registrerade i reservatet. Inga större hot mot beståndet är kända. IUCN listar Phrynocephalus reticulatus som livskraftig (LC).
Vid en taxonomisk studie året 1991 upptäcktes att Phrynocephalus reticulatus är identisk med taxonet Phrynocephalus ocellatus som redan beskrevs 1823 av Lichtenstein. En annan studie från 2007 påpekade att Phrynocephalus ocellatus i princip aldrig användes i avhandlingar sedan tidig 1800-talet och därför har Phrynocephalus reticulatus företräde enligt ICZN:s regler.